# Église San Lesmes Abad
L'église San Lesmes Abad est une église catholique romaine de Burgos, en Espagne.
Elle est située sur la Plaza de San Juan, en face de la Bibliothèque publique, à côté du Chemin de Saint-Jacques de Compostelle. Construite en style gothique au XIVe siècle, elle contient la sépulture d'Aleaume de Burgos (San Lesmes), le patron de la ville, dont les restes complets ont été retrouvés en 1968. L'église a été restaurée en 2012-2013.

## Galerie

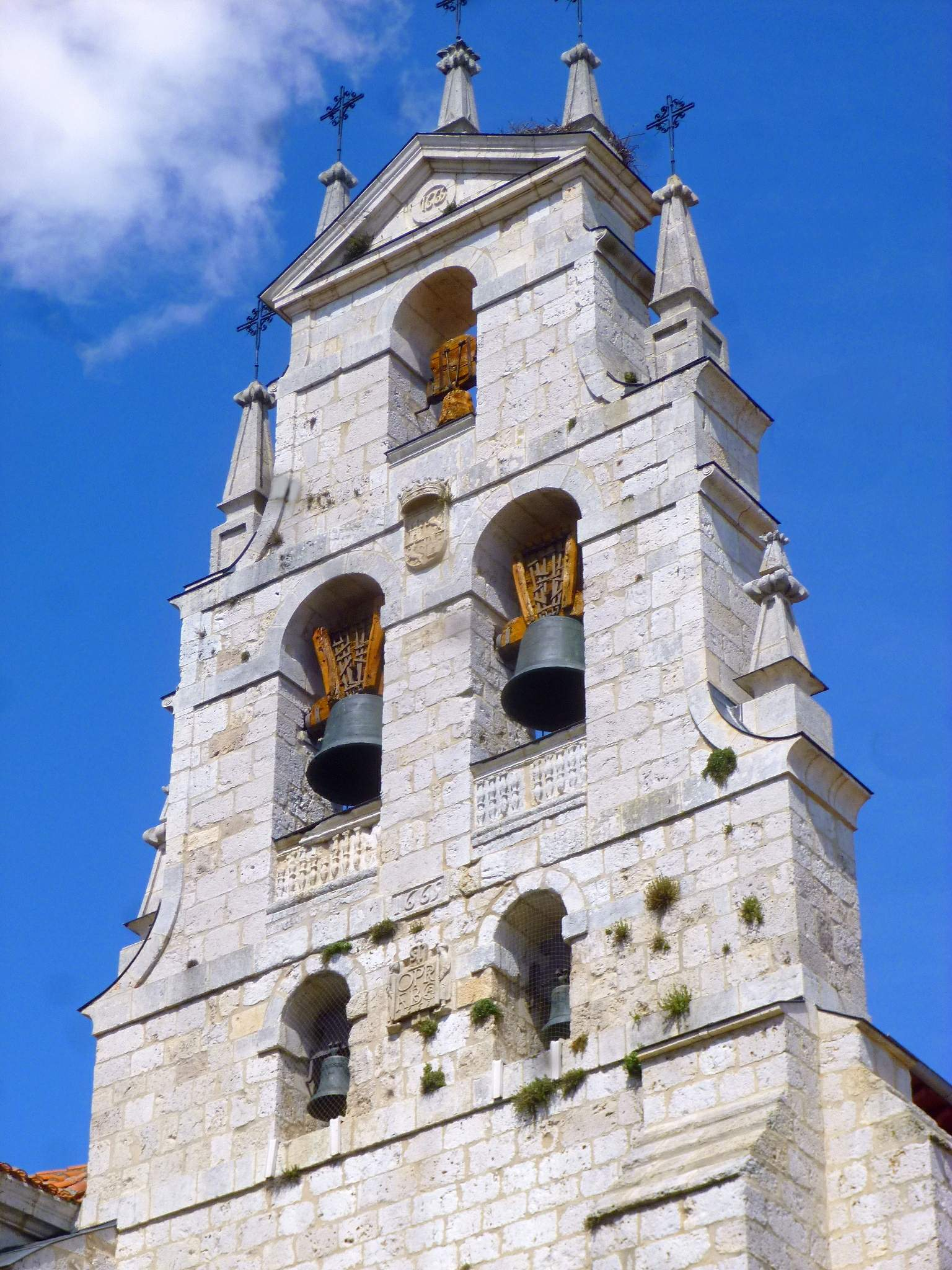
Clocher
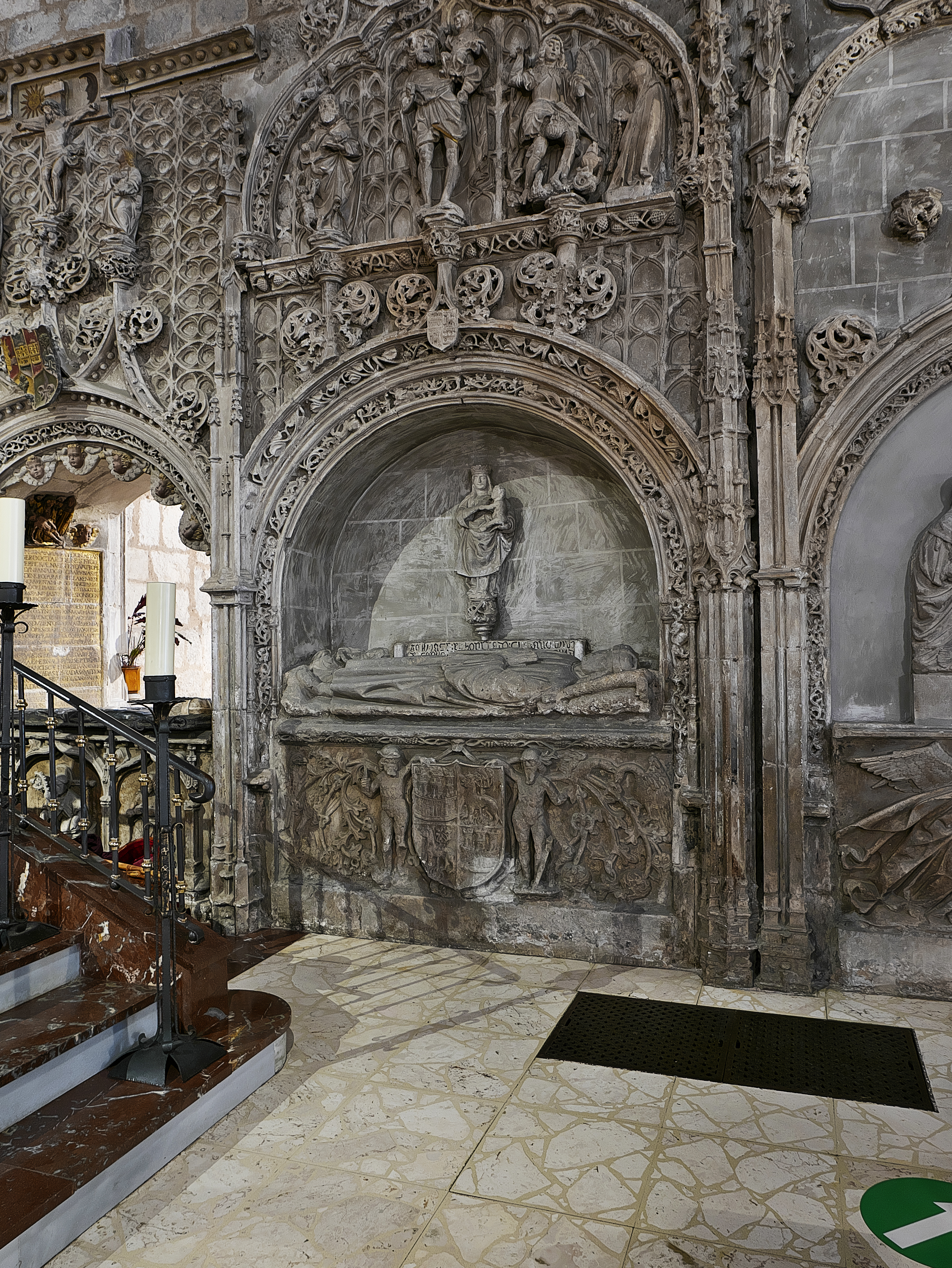
Tombeau de Diego del Campo
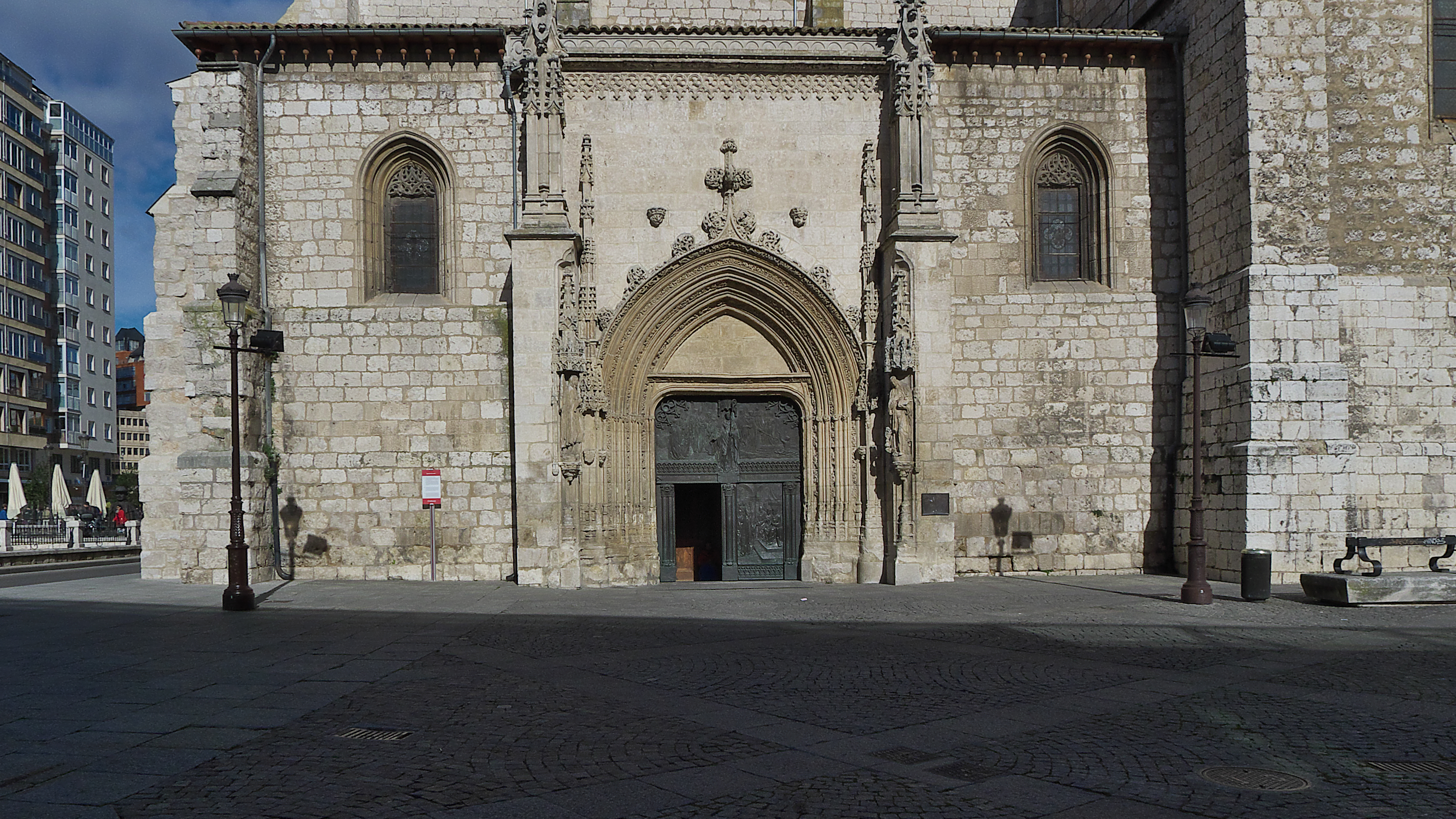
Façade sud
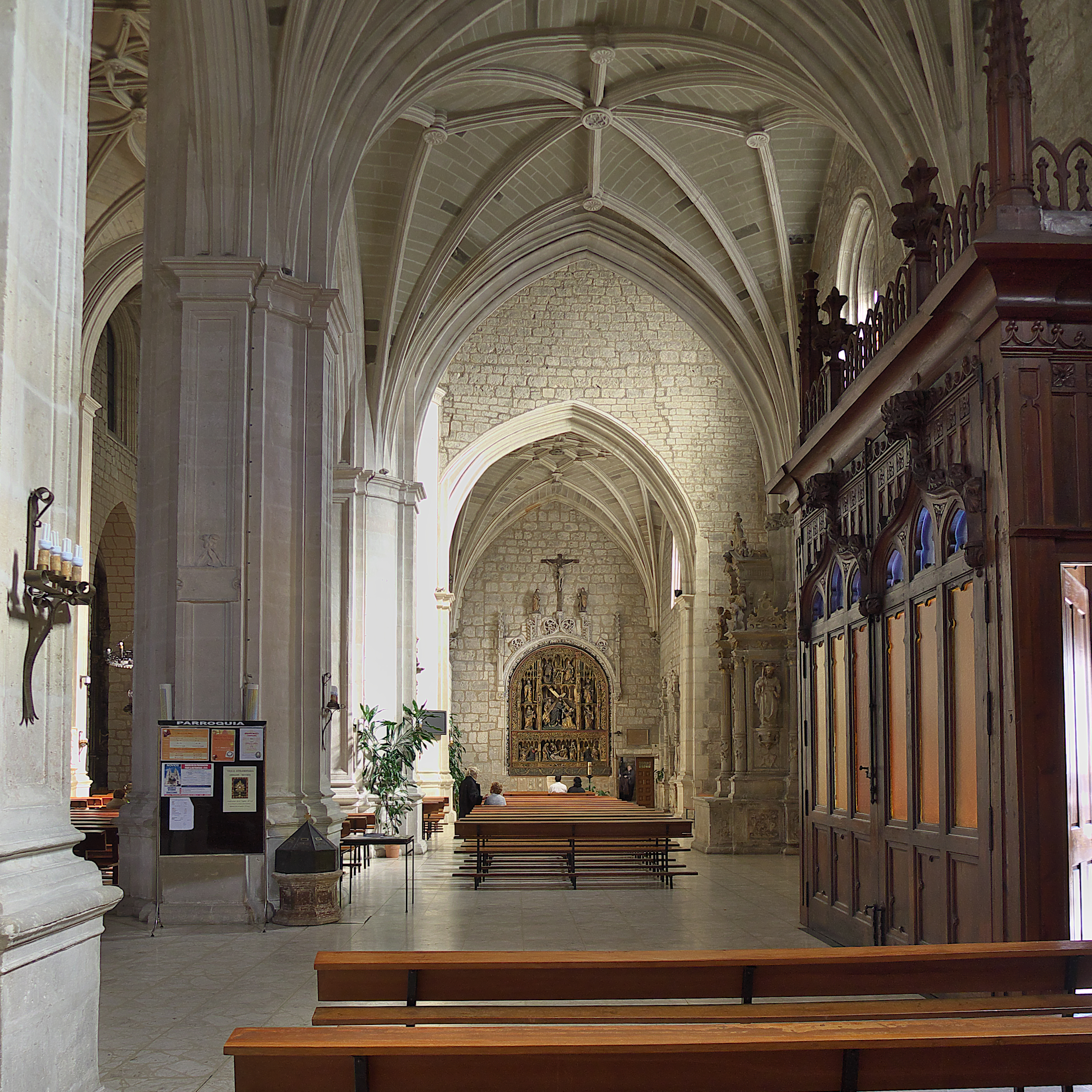
Nef
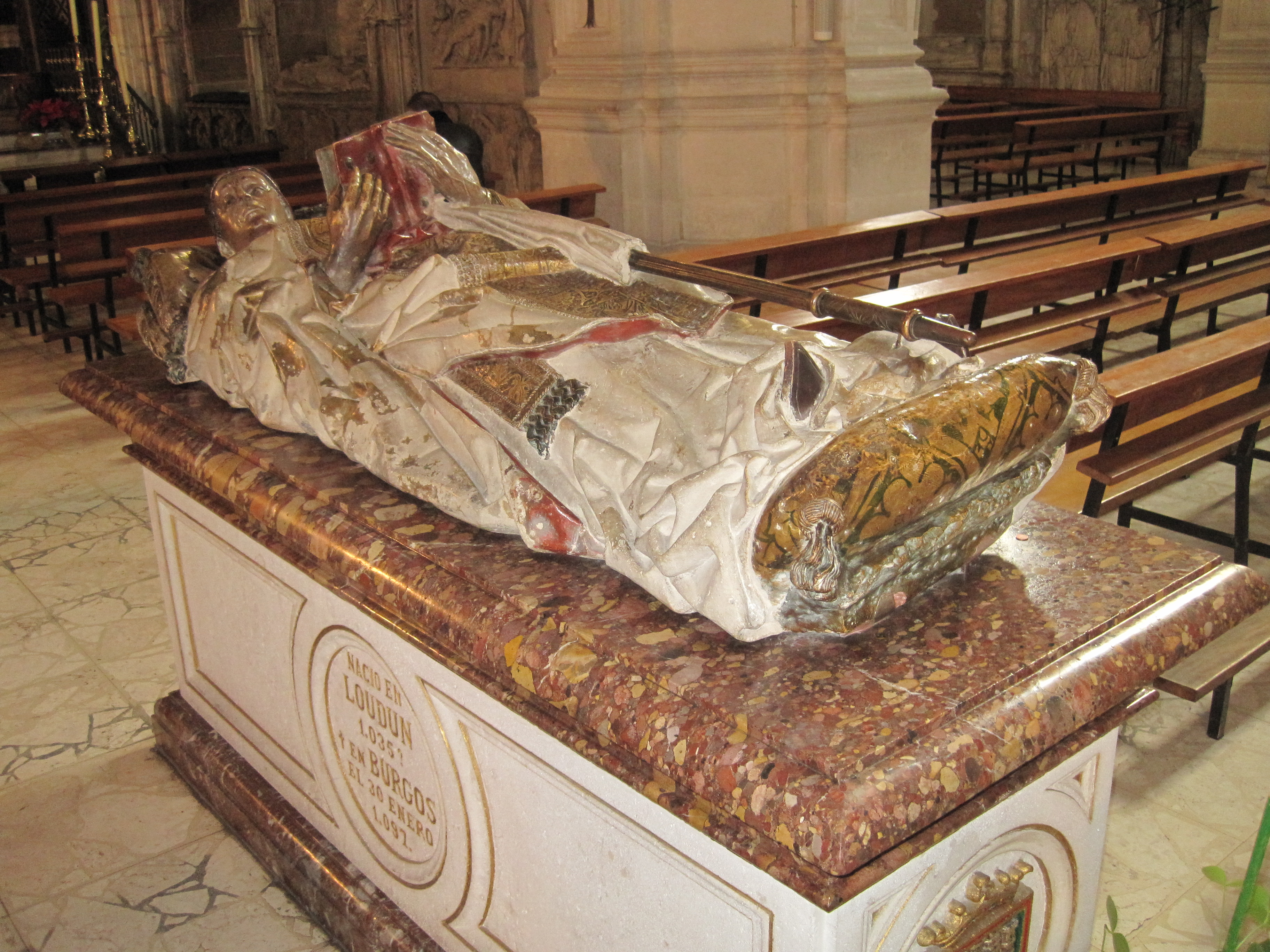
Tombeau de San Lesmes
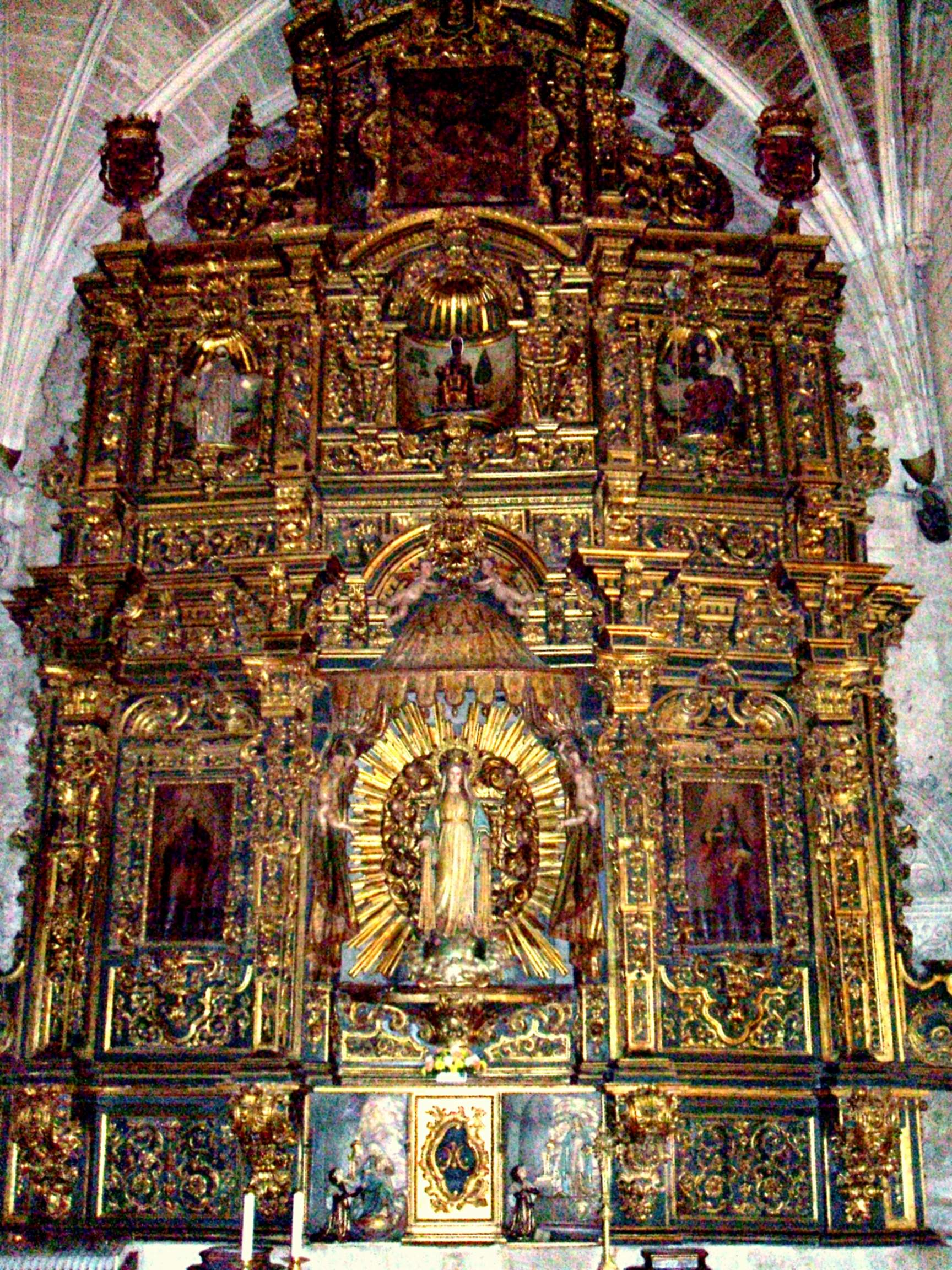
Autel principal

## Source de traduction
- (en) Cet article est partiellement ou en totalité issu de l’article de Wikipédia en anglais intitulé « San Lesmes Abad » (voir la liste des auteurs).